# Lluís Marín Tarroch
Lluís Marín Tarroch (* 12. Oktober 1988 in Andorra la Vella) ist ein andorranischer Snowboarder. Er startet in der Disziplin Snowboardcross.

## Werdegang
Marin Tarroch startete 2006 erstmals in Kaprun im Europacup und errang dabei den 92. Platz. Im April 2007 kam er in Serfaus mit dem achten Platz erstmals unter die ersten Zehn im Europacup. Zu Beginn der Saison 2008/09 fuhr er in Chapelco sein erstes Weltcuprennen, welches er aber nicht beendete. Bei den Snowboard-Weltmeisterschaften 2009 in Gangwon belegte er den 15. Platz und bei seiner ersten Olympiateilnahme 2010 in Vancouver den 34. Platz. Im Februar 2012 erreichte er zunächst mit dem fünften Platz in Blue Mountain seine erste Top-Zehn-Platzierung im Weltcup und mit dem dritten Rang in Sotschi sein erstes Podestresultat im Europacup. Im folgenden Monat kam er in Chiesa in Valmalenco auch im Weltcup erstmals aufs Podium und erreichte zum Saisonende den 15. Platz im Snowboardcross-Weltcup. Bei den Snowboard-Weltmeisterschaften 2013 in Stoneham errang er den 21. Platz. Im folgenden Jahr kam er bei den Olympischen Winterspielen 2014 in Sotschi auf den 25. Platz. Im März 2014 holte er in Lenk seinen ersten Sieg im Europacup. Bei den Snowboard-Weltmeisterschaften 2015 am Kreischberg wurde er Achter. Nach Platz acht zu Beginn der Saison 2015/16 im Montafon kam er beim Weltcup in Feldberg auf den dritten Rang. Es folgten zwei weitere Top Zehn Resultate und zum Saisonende den achten Rang im Snowboardcross-Weltcup. In den folgenden Jahren belegte er bei den Snowboard-Weltmeisterschaften 2017 in Sierra Nevada den 28. Platz, bei den Olympischen Winterspielen 2018 in Pyeongchang den 34. Rang und bei den Snowboard-Weltmeisterschaften 2019 in Park City den 14. Platz.
Marin Tarroch nahm bisher an 58 Weltcuprennen teil und kam dabei neunmal unter die ersten Zehn. (Stand:Saisonende 2021/22)

## Teilnahmen an Olympischen Spielen und Weltmeisterschaften

### Olympische Spiele
- 2010 Vancouver: 34. Platz Snowboardcross
- 2014 Sotschi : 25. Platz Snowboardcross
- 2018 Pyeongchang: 34. Platz Snowboardcross

### Weltmeisterschaften
- 2009 Gangwon: 15. Platz Snowboardcross
- 2013 Stoneham: 21. Platz Snowboardcross
- 2015 Kreischberg: 8. Platz Snowboardcross
- 2017 Sierra Nevada: 28. Platz Snowboardcross
- 2019 Park City: 14. Platz Snowboardcross

## Weltcup-Gesamtplatzierungen
| Saison  | Punkte | Platz |
| ------- | ------ | ----- |
| 2008/09 | 131    | 53.   |
| 2009/10 | 92     | 56.   |
| 2010/11 | 390    | 37.   |
| 2011/12 | 1420   | 15.   |
| 2012/13 | 744    | 27.   |
| 2013/14 | 770    | 23.   |
| 2014/15 | 674    | 12.   |
| 2015/16 | 2138   | 8.    |
| 2016/17 | 775,4  | 23.   |
| 2017/18 | 269    | 54.   |
| 2018/19 | 150    | 39.   |
| 2019/20 | 42,5   | 52.   |
| 2020/21 | 4      | 48.   |